# Senticaudata
Sous-ordre
Les Senticaudata sont un  sous-ordre de crustacés de l'ordre des amphipodes.

## Description et caractéristiques
Ce taxon est fondé sur la présence de setae robustes au niveau des rameaux des deux premiers uropodes (d'où le nom : sentis = épine, cauda = queue). 
Ce taxon inclut presque tous les taxons d'eau douce auparavant placés sous Gammaridea, ainsi qu'un grand nombre de taxons marins. 

## Liste des familles
Selon World Register of Marine Species (13 avril 2016) :
- infra-ordre Bogidiellida
  - super-famille Bogidielloidea Hertzog, 1936
    -       - famille Artesiidae Holsinger, 1980
      - famille Bogidiellidae Hertzog, 1936
      - famille Salentinellidae Bousfield, 1977
- infra-ordre Carangoliopsida
  - super-famille Carangoliopsoidea Bousfield, 1977
    -       - famille Carangoliopsidae Bousfield, 1977
      - famille Kairosidae Lowry & Myers, 2013
- infra-ordre Corophiida
  - parvordre Caprellidira
    - super-famille Aetiopedesoidea Myers & Lowry, 2003
      - famille Aetiopedesidae Myers & Lowry, 2003
      - famille Paragammaropsidae Myers & Lowry, 2003

    - super-famille Caprelloidea Leach, 1814
      - famille Caprellidae Leach, 1814
      - famille Caprogammaridae Kudrjaschov & Vassilenko, 1966
      - famille Cyamidae Rafinesque, 1815
      - famille Dulichiidae Laubitz, 1983
      - famille Podoceridae Leach, 1814

    - super-famille Isaeoidea Dana, 1852
      - famille Isaeidae Dana, 1852

    - super-famille Microprotopoidea Myers & Lowry, 2003
      - famille Microprotopidae Myers & Lowry, 2003
      - famille Neomegamphopidae Myers, 1981
      - famille Priscomilitariidae Hirayama, 1988

    - super-famille Neomegamphoidea Myers, 1981
      - (groupe vidé au profit du précédent)

    - super-famille Photoidea Boeck, 1871
      - famille Ischyroceridae Stebbing, 1899
      - famille Kamakidae Myers & Lowry, 2003
      - famille Photidae Boeck, 1871

    - super-famille Rakirooidea Myers & Lowry, 2003
      - famille Rakiroidae Myers & Lowry, 2003

  - pavordre Corophiidira
    - super-famille Aoroidea Stebbing, 1899
      - famille Aoridae Stebbing, 1899
      - famille Unciolidae Myers & Lowry, 2003

    - super-famille Cheluroidea Allman, 1847
      - famille Cheluridae

    - super-famille Chevalioidea Myers & Lowry, 2003
      - famille Chevaliidae Myers & Lowry, 2003

    - super-famille Corophioidea Leach, 1814
      - famille Ampithoidae Stebbing, 1899
      - famille Corophiidae Leach, 1814
- infra-ordre Gammarida
  - pavordre Crangonyctidira
    - super-famille Allocrangonyctoidea Holsinger, 1989
      - famille Allocrangonyctidae Holsinger, 1989
      - famille Crymostygidae Kristjánsson & Svavarsson, 2004
      - famille Dussartiellidae Lowry & Myers, 2012
      - famille Kergueleniolidae Lowry & Myers, 2013
      - famille Pseudoniphargidae Karaman, 1993

    - super-famille Crangonyctoidea Bousfield, 1973
      - famille Austroniphargidae Iannilli, Krapp & Ruffo, 2011
      - famille Chillagoeidae Lowry & Myers, 2012
      - famille Crangonyctidae Bousfield, 1973
      - famille Giniphargidae Lowry & Myers, 2012
      - famille Kotumsaridae Messouli, Holsinger & Reddy, 2007
      - famille Neoniphargidae Bousfield, 1977
      - famille Niphargidae Bousfield, 1977
      - famille Paracrangonyctidae Bousfield, 1983
      - famille Paramelitidae Bousfield, 1977
      - famille Perthiidae Williams & Barnard, 1988
      - famille Pseudocrangonyctidae Holsinger, 1989
      - famille Sandroidae Lowry & Myers, 2012
      - famille Sternophysingidae Holsinger, 1992
      - famille Uronyctidae Lowry & Myers, 2012

  - pavordre Gammaridira
    - super-famille Gammaroidea Latreille, 1802 (Bousfield, 1977)
      - famille Acanthogammaridae Garjajeff, 1901
      - famille Anisogammaridae Bousfield, 1977
      - famille Baikalogammaridae Kamaltynov, 2002
      - famille Bathyporeiidae d'Udekem d'Acoz, 2011
      - famille Behningiellidae Kamaltynov, 2002
      - famille Carinogammaridae Tachteew, 2001 sensu Kamaltynov, 2010
      - famille Crypturopodidae Kamaltynov, 2002
      - famille Eulimnogammaridae Kamaltynov, 1999
      - famille Falklandellidae Lowry & Myers, 2012
      - famille Gammaracanthidae Bousfield, 1989
      - famille Gammarellidae Bousfield, 1977
      - famille Gammaridae Leach, 1814
      - famille Iphigenellidae Kamaltynov, 2002
      - famille Luciobliviidae Tomikawa, 2007
      - famille Macrohectopidae Sowinsky, 1915
      - famille Mesogammaridae Bousfield, 1977
      - famille Micruropodidae Kamaltynov, 1999
      - famille Ommatogammaridae Kamaltynov, 2010
      - famille Pachyschesidae Kamaltynov, 1999
      - famille Pallaseidae Tachteew, 2001
      - famille Paraleptamphopidae Bousfield, 1983
      - famille Phreatogammaridae Bousfield, 1983
      - famille Pontogammaridae Bousfield, 1977
      - famille Sensonatoridae Lowry & Myers, 2012
      - famille Typhlogammaridae Bousfield, 1978
- infra-ordre Hadziida
  - super-famille Calliopioidea Sars, 1895
    - famille Calliopiidae G.O. Sars, 1893
    - famille Cheirocratidae d'Udekem d'Acoz, 2010
    - famille Hornelliidae d'Udekem d'Acoz, 2010
    - famille Pontogeneiidae Stebbing, 1906

  - super-famille Hadzioidea S. Karaman, 1943 (Bousfield, 1983)
    - famille Crangoweckeliidae Lowry & Myers, 2012
    - famille Eriopisidae Lowry & Myers, 2013
    - famille Gammaroporeiidae Bousfield, 1979
    - famille Hadziidae S. Karaman, 1943
    - famille Maeridae Krapp-Schickel, 2008
    - famille Melitidae Bousfield, 1973
    - famille Metacrangonyctidae Boutin & Missouli, 1988
    - famille Nuuanuidae Lowry & Myers, 2013
- infra-ordre Talitrida
  - pavordre Talitridira
  - super-famille Biancolinoidea Barnard, 1972
    -       - famille Biancolinidae J.L. Barnard, 1972

    - super-famille Caspicoloidea Birstein, 1945
      - famille Caspicolidae Birstein, 1945

    - super-famille Kurioidea Barnard, 1964
      - famille Kuriidae J.L. Barnard, 1964
      - famille Tulearidae Ledoyer, 1979

    - super-famille Talitroidea Rafinesque, 1815
      - famille Ceinidae J.L. Barnard, 1972
      - famille Chiltoniidae J.L. Barnard, 1972
      - famille Dogielinotidae Gurjanova, 1953
      - famille Eophliantidae Sheard, 1936
      - famille Hyalellidae Bulycheva, 1957
      - famille Hyalidae Bulycheva, 1957
      - famille Najnidae J.L. Barnard, 1972
      - famille Phliantidae Stebbing, 1899
      - famille Plioplateidae J.L. Barnard, 1978
      - famille Talitridae Rafinesque, 1815
      - famille Temnophliantidae Griffiths, 1975

## Galerie

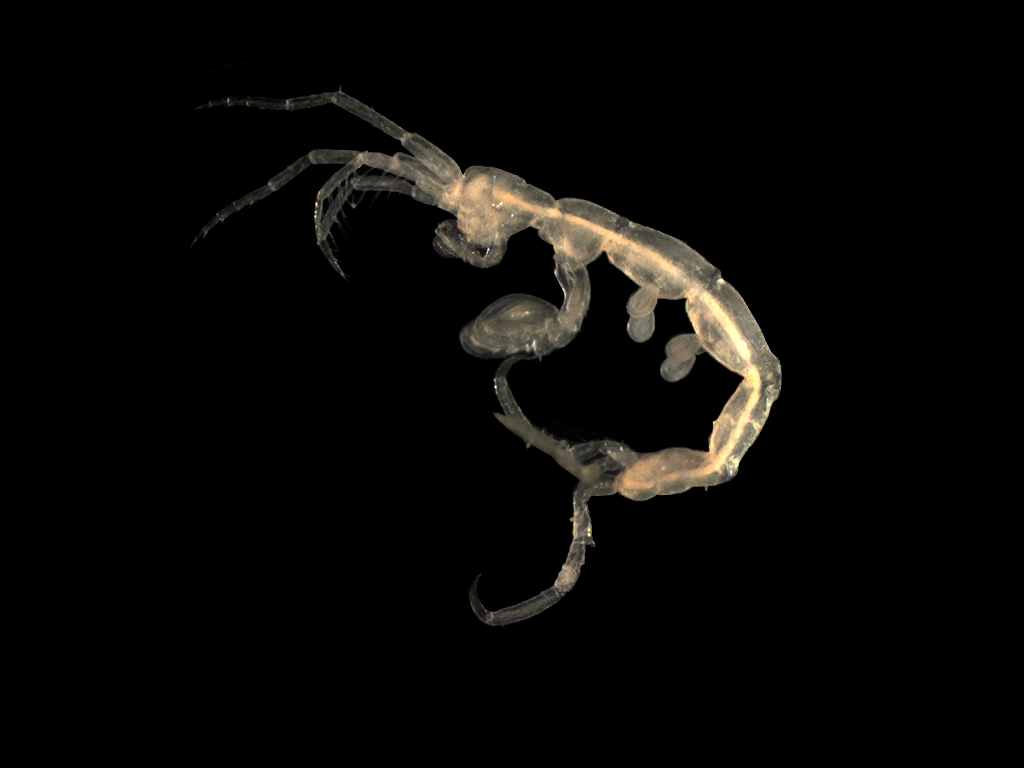
Pariambus typicus (Caprellidae).
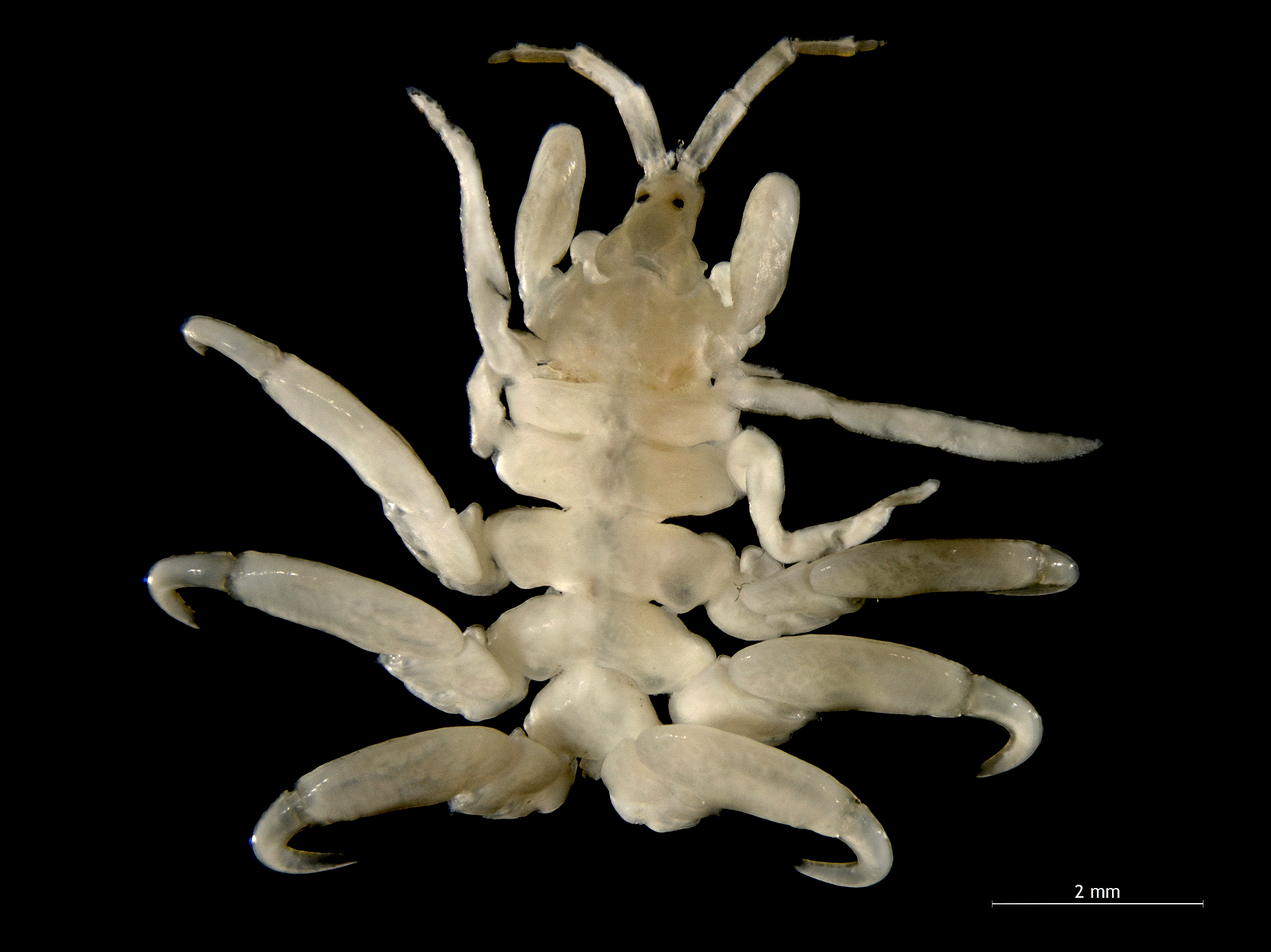
Cyamus boopis (Cyamidae).
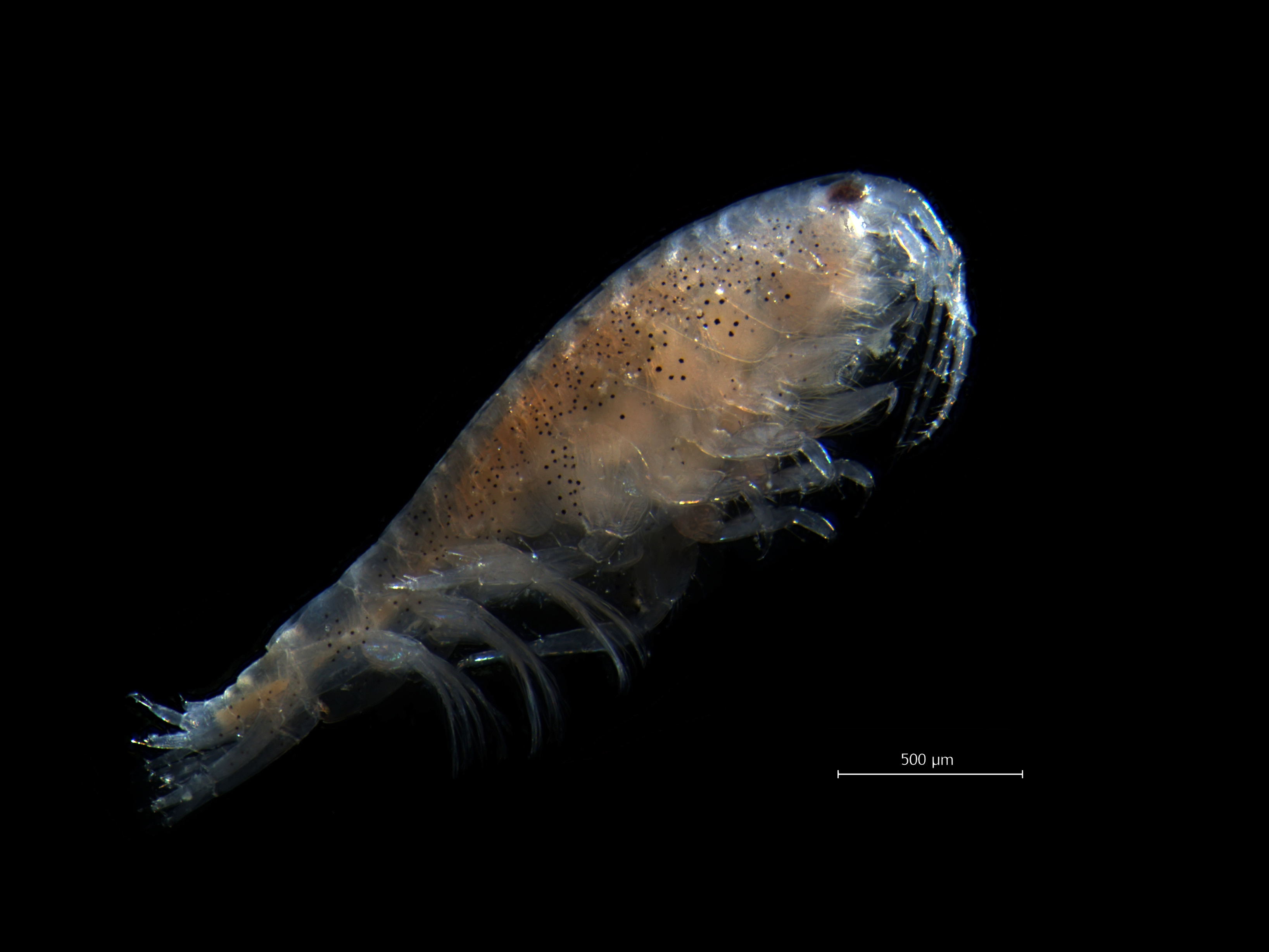
Microprotopus maculatus (Microprotopidae).
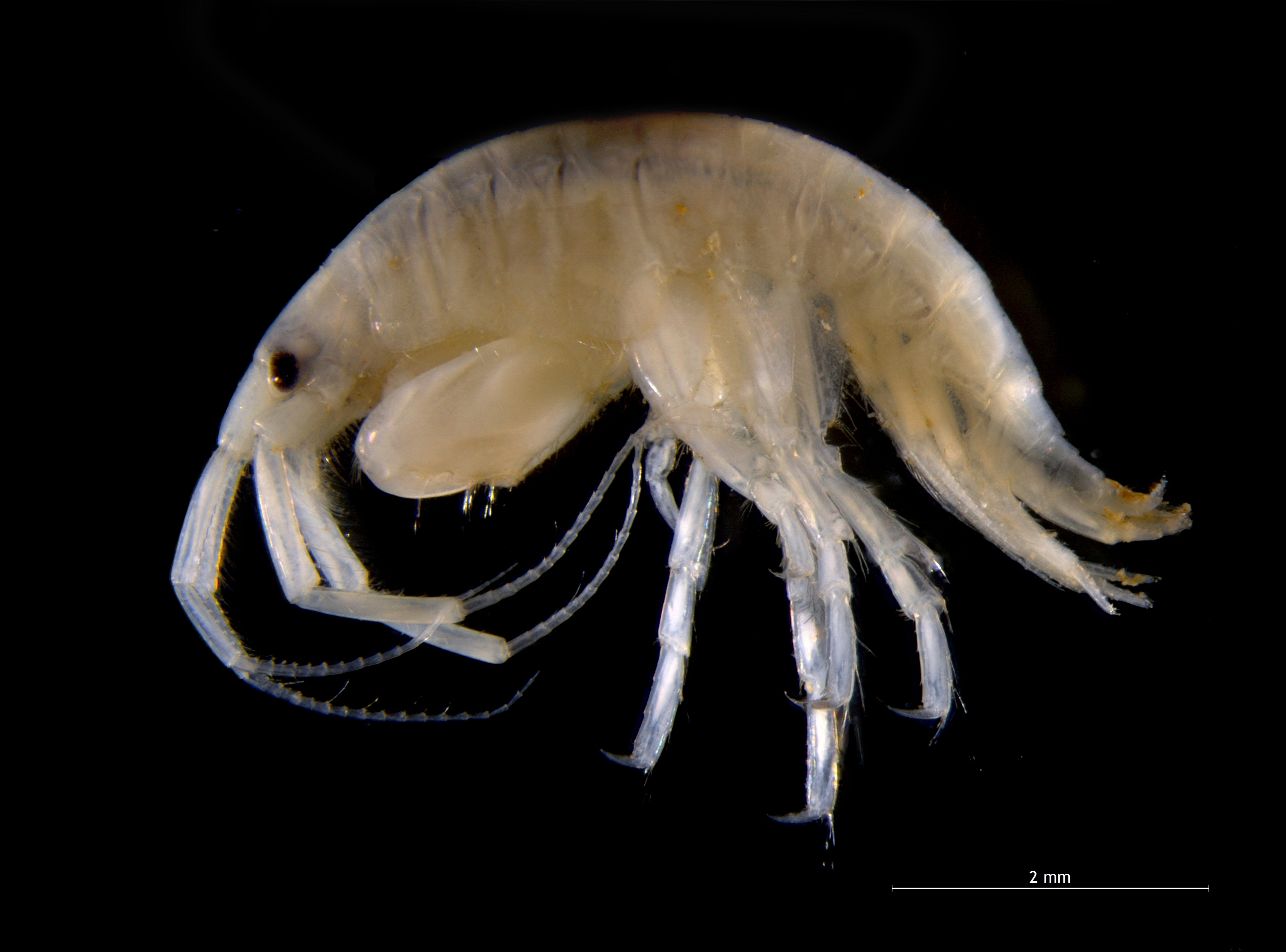
Gammaropsis nitida (Photidae).
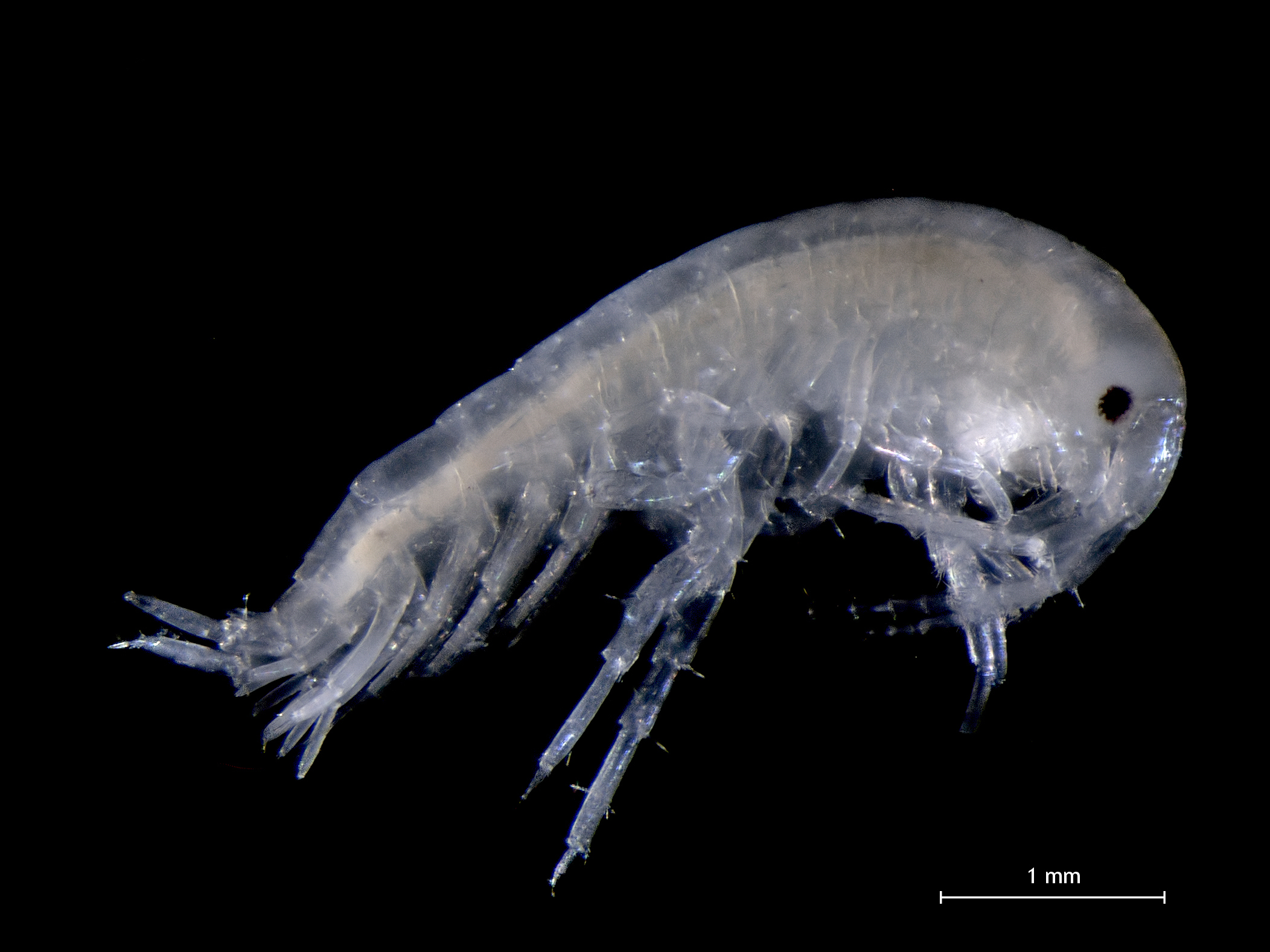
Aora gracilis (Aoridae).
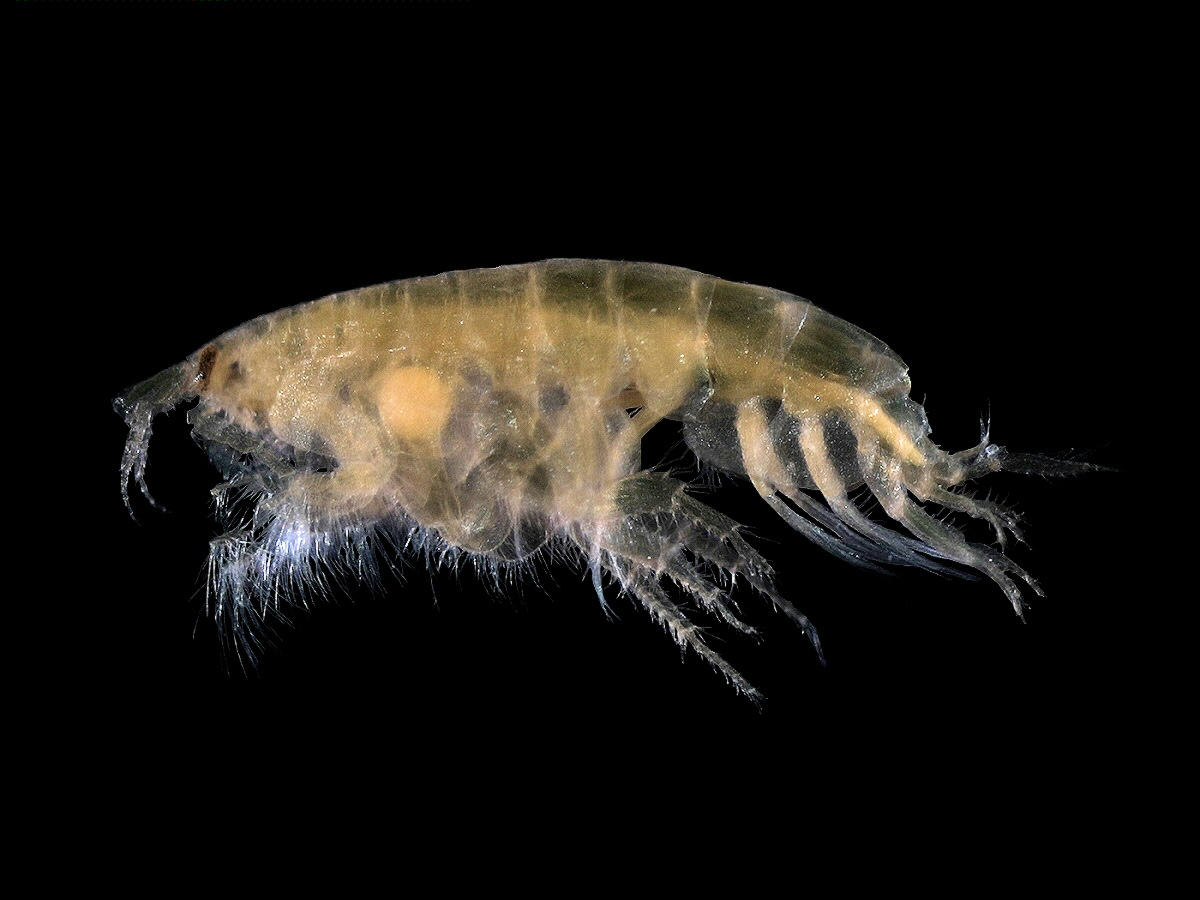
Bathyporeia elegans (Bathyporeiidae).
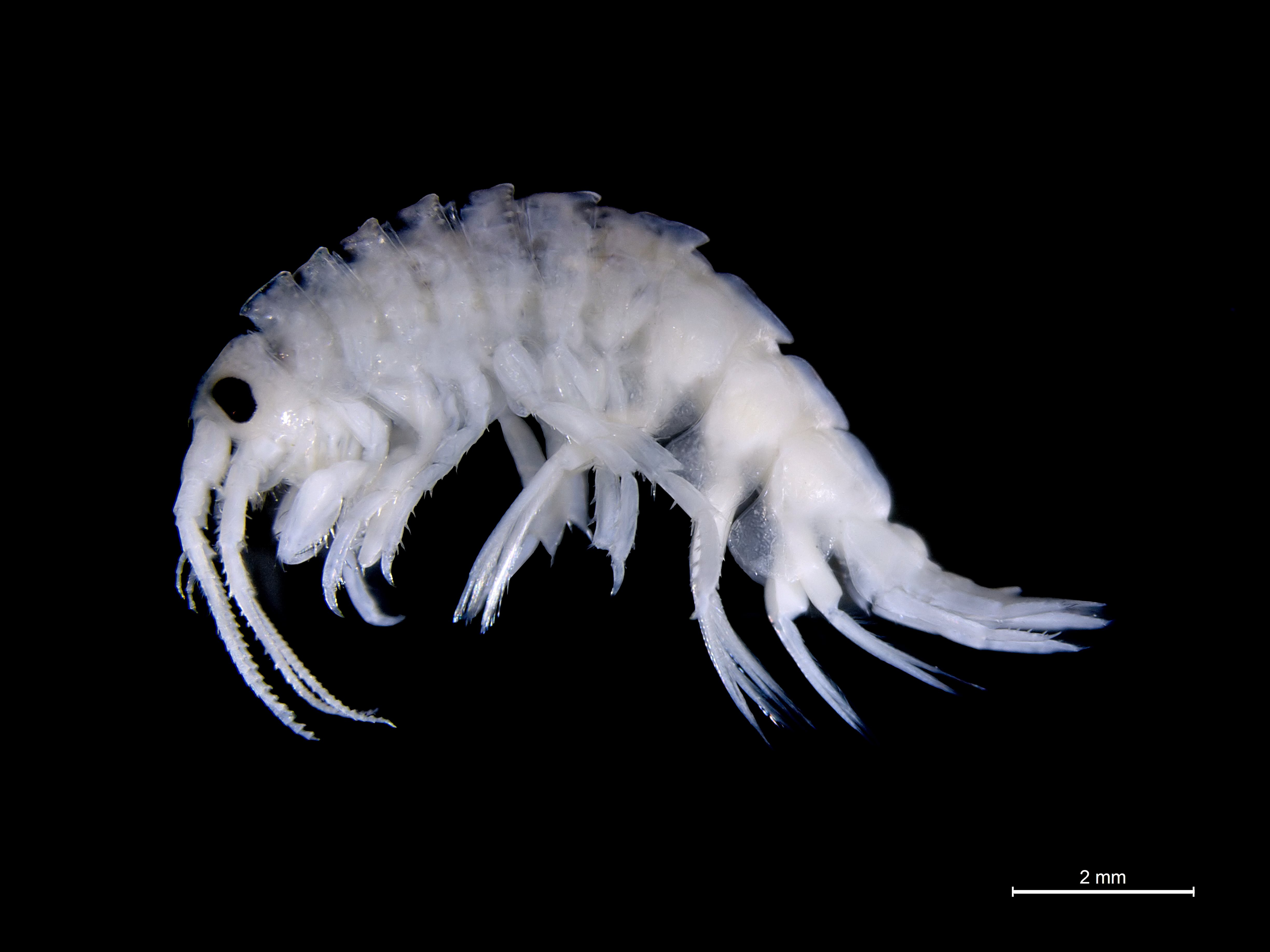
Gammarellus angulosus (Gammarellidae).
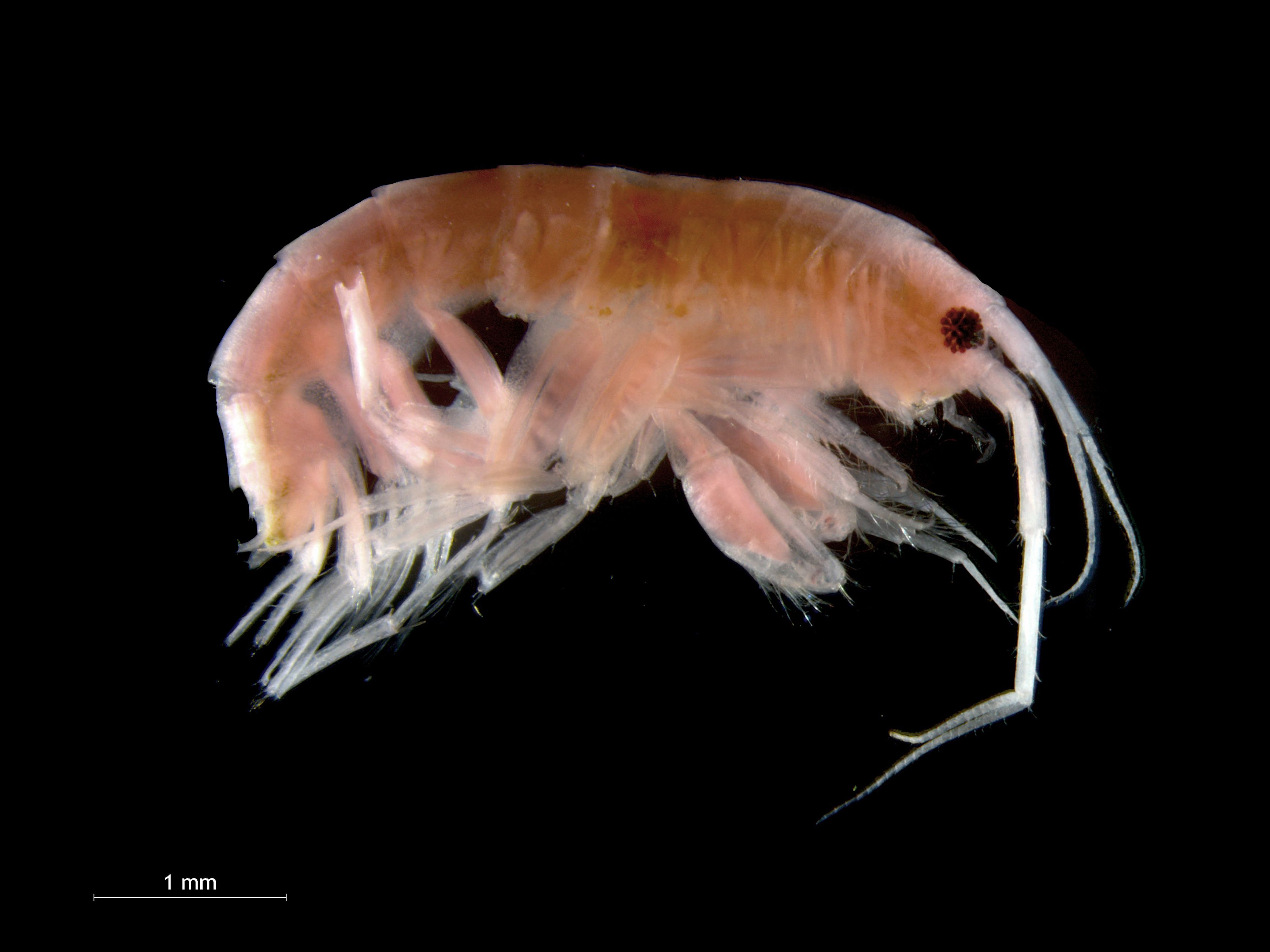
Cheirocratus sundevalli (Cheirocratidae).
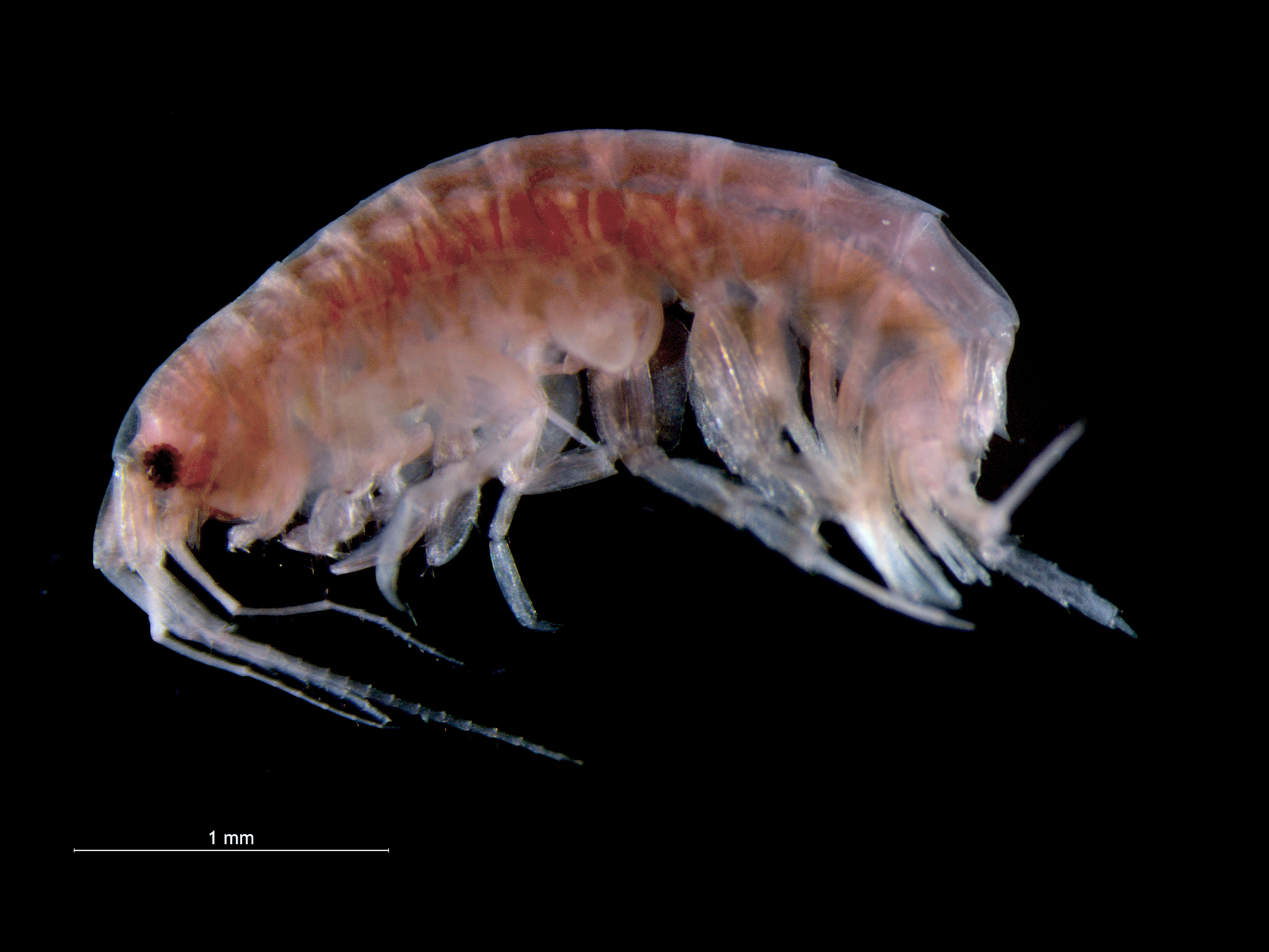
Abludomelita obtusata (Melitidae).
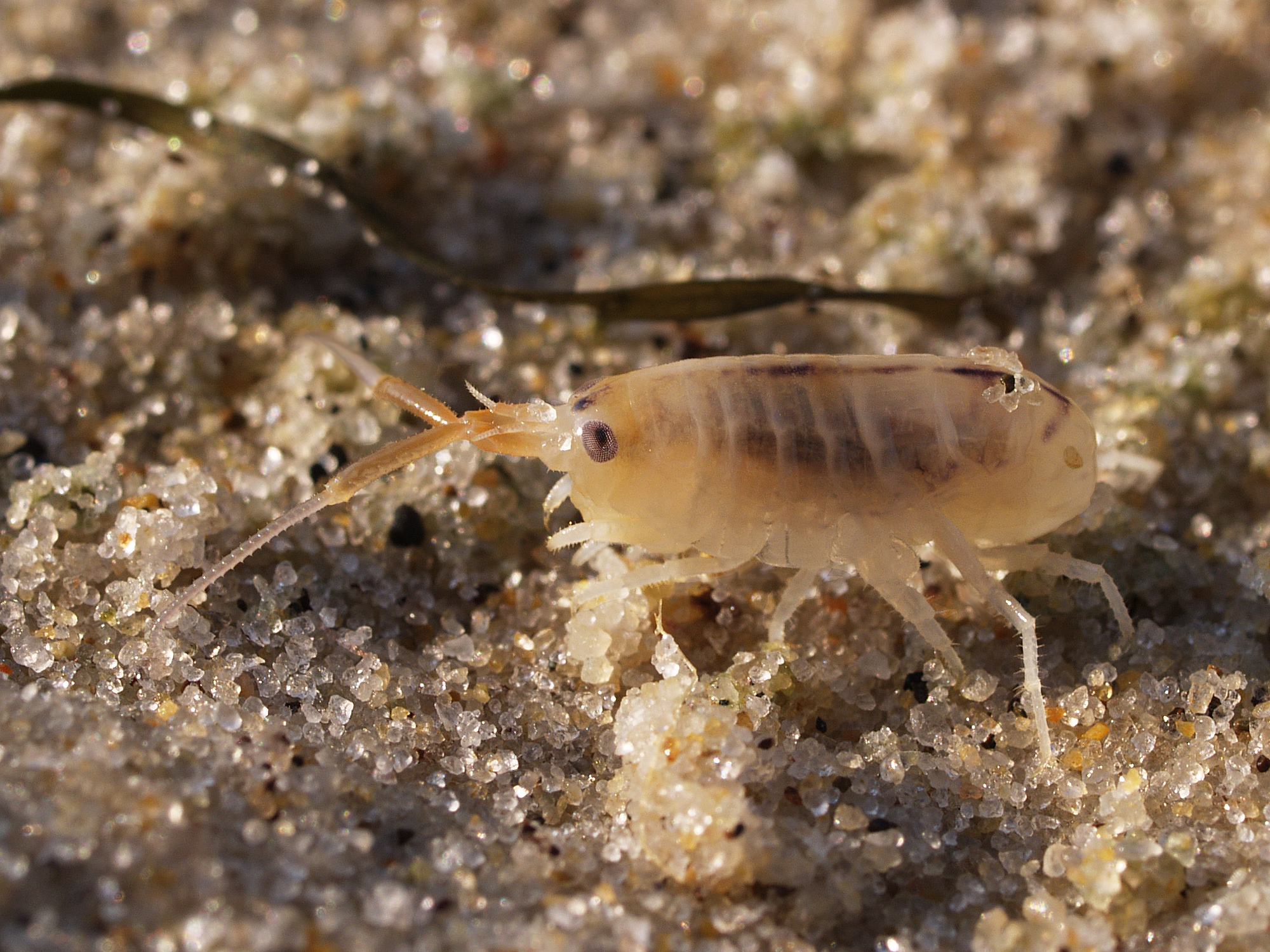
Talitrus saltator (Talitridae).

## Publication originale
- (en) J. K. Lowry et A. A. Myers, « A Phylogeny and Classification of the Senticaudata subord. nov. Crustacea: Amphipoda) », Zootaxa, Magnolia Press (d), vol. 3610, no 1,‎ 5 février 2013, p. 1–80 (ISSN 1175-5334 et 1175-5326, OCLC 49030618, PMID 24699701, DOI 10.11646/ZOOTAXA.3610.1.1).